# Liste der k.u.k. Hoflieferanten 1899

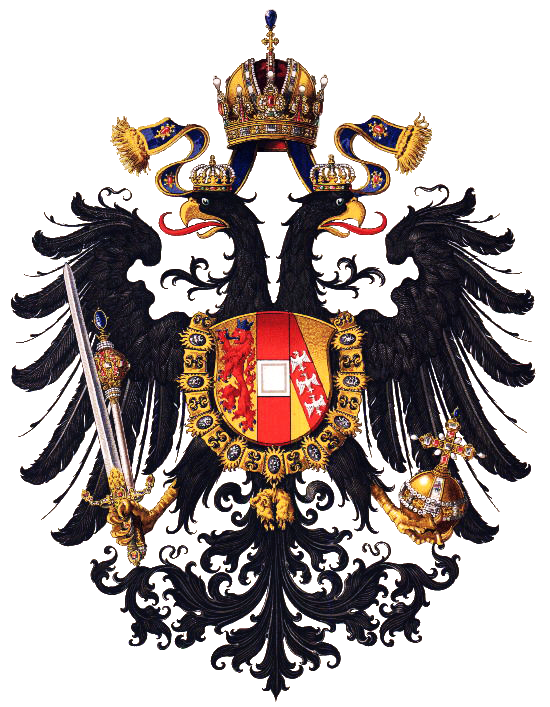
Das Wappen mit dem kaiserlichen Doppeladler durften die Träger des k.u.k. Kammer- und Hof-Titels öffentlich führen.

Die Namen und Daten der k.u.k. Hoflieferanten für das Jahr 1899 stammen aus dem amtlichen Handbuch des Wiener Hofes.
Die Gesamtanzahl der Lieferanten, die den k.u.k. Kammer-Titel trugen, war 19, allesamt in Wien. Davon waren zwei Frauen.
Die meisten Lieferanten hatten ihren Sitz in Wien, außerhalb von dort gab es Lieferanten in Linz, Pressburg, Pest und Buda, Prag usw. Ausländische Hoftitelträger gab es in Ägypten, Belgien, Deutschland, England, Frankreich, Griechenland, Irland, Italien, den Niederlanden, Russland, Schweden, Spanien, Türkei, den Vereinigten Staaten von Amerika und einen in Yokohama, Japan.
Als Hoflieferanten gelten nicht die k.u.k. Kammer-Künstler, wie Kammersänger und Kammer-Virtuosen (S. 349).

## K. und K. Kammer-Titel

Die k.u.k. Kammerlieferanten durften das persönliche Wappen des Kaisers führen

Titelseite Hofkalender 1899

Seite 349 Hofkalender 1899

Seite 350 Hofkalender 1899

Seite 351 Hofkalender 1899

Seite 352 Hofkalender 1899

Seite 353 Hofkalender 1899

Seite 354 Hofkalender 1899

Seite 355 Hofkalender 1899

Seite 356 Hofkalender 1899

Seite 357 Hofkalender 1899

Seite 358 Hofkalender 1899

Seite 359 Hofkalender 1899

Seite 360 Hofkalender 1899

Seite 361 Hofkalender 1899

Seite 362 Hofkalender 1899

- Bösendorfer Ludwig, Klavier-Fabrikant.
- Ehrbar Friedrich, Klavier-Fabrikant.
- Gerbitz Anton Otto, Juwelier.
- Habig Peter und Carl, Hutfabrikanten.
- Hartwich Jakob Max, Kürschner.
- Jauner Heinrich, Graveur.
- Klinkosch Isidor Carl und Arthur, Ritter von, Gold-, Silber- und Metallwaren-Fabrikanten.
- Köchert Heinrich, Juwelier.
- Mayer’s Vincenz Söhne, Juweliere.
- Mirani Therese, Kunststickerin.
- Perko Anton, Marine-Maler.
- Scharff Anton, Medailleur.
- Springer’s Johann Erben, Gewehr-Fabrikanten.
- Streicher Emil, Klavier-Fabrikant.
- Tautenhayn Joseph, Medailleur.
- Teschner Marie, geb. Benkowits, Kunststickerin.
- Thill Franz, Posamentierwaren-Fabrikant.

## K.und K. Hof-Titel

### In Österreich-Ungarn

#### In Wien

##### A
- Achtelstätter Anna, Modistin; Firma: Betti Galimberti, siehe auch Stätter.
- Adam Heinrich, Handschuh-Fabrikant; Firma: Fr. Adam’s Sohn.
- Adèle, siehe Heilpern Adèle.
- Albert Alexander, Kunstmöbeltischler.
- Ambros Friedrich, Bäcker.
- Anderl Ferdinand, Riemer und Sattler.
- Anders Heinrich, siehe Brix Emil.
- Anders Melchior und Conradt Otto, Uhrmacher; Firma: Ig. Marenzeller’s Nachfolger.
- Angel Edmund, siehe Eppel Franz.
- Angerer Carl, Fotochemigraph; Firma: C. Angerer & Göschl.
- Angerer Victor, siehe Winter Moriz Johann.
- Anreiter Franz, Farbwarenerzeuger; Firma: J. Anreiter’s Sohn.
- Ardeliano Peter, Friseur.
- Armbruster Anton, Wagenfabrikant; Firma: S. Armbruster.
- Arnold Franz & Comp., siehe Marat Engelbert

##### B
- Bachofen Adolph von Echt und Medinger Johann, Bierbrauerei-Besitzer; Firma: Bachofen & Medinger.
- Backhaus Marie, Anstreicherin; Firma: F. Backhaus.
- Backhausen Johann, Chef der Firma: Joh. Backhausen & Söhne, Möbelstoff- und Teppich-Fabrikanten.
- Bakalowits Ludwig, Glas-Fabrikant; Firma: E. Bakalowits’ Söhne.
- Bankmann Joseph, Parfümeriewaren-Erzeuger; Firma: Calderara & Bankmann.
- Bauer Carl und Ludwig, Harmonika-Fabrikanten; Firma: Matthäus Bauer.
- Bauer Ludwig Wilhelm, Likör-Fabrikant; Firma: L. W. Bauer & Sohn.
- Bauer Rudolph, Vergolder.
- Baumann Friedrich, Uhrmacher.
- Baumgartner Anna, Schmuckfedern-Fabrikantin.
- Beck Hermann und Adolph, Uniformierung-Anstalt; Firma: Wilhelm Beck & Söhne.
- Beck’sche Buchhandlung, siehe Hölder Alfred.
- Benda Gustav, Gummiwaren-Fabrikant; Firma: Waldek, Wagner & Benda.
- Berckmüller Edmund, siehe Hofmann Isidor.
- Berecz Carl von, Wäsche-, Herrenmode- und Sportartikel-Geschäft; Firma: Berecz & Löbl.
- Berger Carl, Hutmacher: auch zur Firma: Leopold Hofmann.
- Berger Carl Hermann, Herrenmodewaren- und Wäsche-Geschäft; Firma: C. H. Berger.
- Berger Leopold, Modewarenhändler; Firma: Alois Kaass’ Neffe.
- Berghammer Friedrich, kaiserlicher Rat, Zahnarzt.
- Berkefeld Hermann, Maler und Anstreicher; Firma: H. Berkefeld.
- Bernert Johann, Schneider.
- Bernhofer Michael, Ziegeldecker.
- Bernhuber Leo, Taschnerwaren-Fabrikant; Firma: Kl. Schittenhelm’s Sohn.
- Beschorner Alexander Mathias, Metallwaren- und Ornamenten-Fabrikant; Firma: A. M. Beschorner.
- Bindtner Th., siehe Langer Franz.
- Biró Ludwig und Joseph, Bau- und Kunstschlosser; Firma: Anton Biró.
- Bittmann Ignaz, Wäsche- und Wirkwaren-Konfektionär.
- Blažinčić Joseph, Posamentierwaren-Fabrikant; Firma: Joh. Blazincic & Söhne.
- Bösendorfer Ludwig, Klavier-Fabrikant
- Bollarth Franz, Spitzen-Fabrikant und Weißwarenhändler.
- Bolzani Amalie und Heinrich, Goldketten-Fabrikanten: Firma: Bolzani & Comp.
- Bosch Gustav, Teerproducten-Fabrikant; Firma: Johann Bosch.
- Boschan Georg und Wilhelm, Samenhändler; Firma: Gebrüder Boschan.
- Brachfeld Arthur, Herrenmodewaren-Geschäft; Firma: Brachfeld & Comp.
- Braumüller Adolph, Ritter von, Buchhändler; Firma: Wilhelm Braumüller & Sohn.
- Brendler Carl, Schriftgießer und Graveur; Firma: Carl Brendler & Söhne.
- Breunig Joseph Mathias, Bäcker.
- Breyer C., siehe Lovasy Joseph und Marie.
- Březina Adalbert, Etui-Fabrikant.
- Brix Emil und Anders Heinrich, Bronzewaren-Fabrikanten; Firma: Brix & Anders.
- Bubaček Franz, Schneider.
- Budie Eduard, Inhaber des Wäsche-Ausstattungs- und Konfektions-Etablissements „Maison de Blanc“.
- Bühlmayer C., Vergolder, siehe Hanel Anna.
- Bühn Carl, Schuhmacher.
- Bujatti Hermann, Theodor und Franz Georg, Seidenzeug-Fabrikanten; Firma: Franz Bujatti.
- Burger Wilhelm, Photograph.
- Bux Carl, Spielwarenhändler; Firma: Josef Mühlhauser’s Nachfolger.

##### C
- Cabos Charles, siehe Mörzinger-Cabos Christian.
- Chwalla Rudolph jun., Posamentierer; Firma: Rudolph Chwalla & Sohn.
- Coeln Johann und Uzel Alois, Schneider; Firma: Coeln & Uzel.
- Conradt Otto und Anders Melchior, Uhrmacher; Firma: Ig. Marenzeller’s Nachfolger.
- Curjel Albert H., Fahrradhändler, Firma: Albert H. Curjel.
- Czernohlaweck Carl jun., Weinhändler; Firma: C. Czernohlaweck.

##### D
- Dehm Ferdinand und Olbricht Franz, Baumeister; Firma: Ferd. Dehm & F. Olbricht
- Demel Marie, Zuckerbäckerin; Firma: Ch. Demel’s Söhne.
- Denk Albin, siehe Resch Gustav.
- Denk Joseph, Spengler.
- Detoma Anton, Stuckaturer und Kunstmarmorierer; Firma: A. Detoma.
- Diblik Anton, Damenschuhmacher; Firma: Johann Helia’s Nachfolger.
- Diedek Carl, öffentlicher Gesellschafter der Firma: Erste österreichische Seifensieder-Gewerks-Gesellschaft.
- Dirnhuber Carl, Buchbinder und Verlagsbuchhändler; Firma: C. Dirnhuber.
- Ditmar Gerhard, Lampen- und Metallwaren-Fabrikant; Firma: R. Ditmar.
- Dörfler Rosa, siehe Jenik Rosa.
- Drächsler Carl, Posamentier.
- Dübell Carl und Heinrich, Firma: Heinrich Dübell & Söhne, Tischler.
- Dürr Christian, Modewarenhändler; Firma: J. Ch. Dürr.
- Dukes Wilhelm, Manufakturwarenhändler; Firma: Wilhelm Jungmann & Neffe.
- Dumont Paul, Inhaber einer Anstalt für Gas- und Wasserleitungs-Anlagen.
- Dziedzinski & Hanusch, siehe Ermer Rudolph.

##### E
- Ebenstein Ernst, Currentwarenhändler und Schneider; Firma: E. Ebenstein.
- Ebert Ferdinand, Pfaidler.
- Eckhardt Johann, Uhrmacher.
- Edlhaimb Thérèse und Ignaz von, Geflügelhändler; Firma: Carl von Edlhaimb’s Witwe & Sohn.
- Ehrbar Friedrich jun., Klavier-Fabrikant; Firma: Friedrich Ehrbar.
- Ehrenberg Theodor, Kaufmann.
- Eichhorn Franz, Handschuh-Fabrikant; Firma: Franz Eichhorn.
- Eisler Ignaz, Tee- und Rumhändler.
- Eisler Ignaz, Konserven-Fabrikant; Firma: Ignaz Eisler & Comp.
- Emmer Marie, Besitzerin der Niederlage für Gegenstände des Haushaltes und der Kücheneinrichtung; Firma: Richard Emmer.
- Engel Alexander de Janosi, Parkettenfabrikant; Firma: Brüder Engel.
- Engel Wilhelm, Buchdrucker; Firma: H Engel & Sohn.
- Eppel Franz, Friseur; Firma: Franz Eppel und Edmund Angel.
- Ermer Rudolph, Bronzewaren-Fabrikant; Firma: Dziedzinski & Harnisch.
- Erndt Bernhard, Hafner.
- Erndt Franz, Hafner.
- Ewald Carl, Friseur.
- Exinger Thekla, Wildprethändlerin; Firma: Johann Exinger.

##### F
- Faber Carl, Eisfabrikant; Firma: Wiener Krystall-Eis-Fabrik Carl Faber.
- Falkenstein Adolf, Dekorationsmaler.
- Fauser Otto, Kupferschmied; Firma: A. Fauser & Sohn.
- Feitel Moriz, Uhrmacher; Firma: W. Schönberger & Comp.
- Fessler Eduard, Öfen- und Tonwaren-Fabrikant; Firma: E. Fessler.
- Filz Wilhelm, Parfümeur; Firma: J.B. Filz’s Sohn.
- Fischer Carl, Fleischhauer.
- Fischer Friedrich, siehe Spohn Friedrich Andreas.
- Fischer Joseph, Schneider.
- Fischer Rudolph, Fleischhauer; Gesellschafter des Hofzuschrotters Carl Fischer.
- Fischmeister Franz Carl und Franz Ignaz, Gold-, Silber- und Juwelenhändler; Firma: Rozet & Fischmeister.
- Florenz Caroline, Waagen- und Gewichte-Fabrikantin; Firma: Josef Florenz.
- Förster Alexander, Ledergalanteriewaren-Fabrikant.
- Förster Wilhelm, siehe Heilpern Adèle.
- Fogl Emanuel, Leinwandhändler und Wäschwaren-Fabrikant; Firma: E. Fogl.
- Forstinger & Gottlieb, siehe Gottlieb Johann.
- Fossati Virginie, Blumenhändlerin.
- Francine Filiberti d'Ermance, Modistin.
- Francini Andreas, Marmorhändler.
- Frank Carl Moriz, Kurrentwarenhändler und Schneider; Firma: C. M. Frank.
- Franz Ferdinand, siehe Malowan Gottfried.
- Freissler Anton, Maschinen- und Aufzüge-Fabrikant.
- Freytag & Berndt, Kartographie
- Frick Anna, Buchhändlerin; Firma: Wilhelm Frick.
- Fritsch Franz und Carl, Universitäts-Optiker; Firma: F. Fritsch.
- Fromme Carl Georg und Otto, Buchdrucker und Verlagsbuchhändler; Firma: Carl Fromme.
- Füchsel Carl Anton, Kalligraph.
- Fürstenschild A. von, siehe Pokorny.
- Füssl Rudolph, Goldkettenfabrikant; Firma: Georg Füssl & Sohn.

##### G
- Gabler A. und K., siehe Holleck Ludwig.
- Galimberti Betti, Modistin, siehe Achtelstätter.
- Gallin Clementine, Modistin.
- Gansmüller Johann, siehe Marat Engelbert.
- Gasser Johann, Gewehr- und Revolver-Fabrikant; Firma: Leopold Gasser.
- Geburth Rudolph, Maschinist.
- Genersich, siehe Orendi.
- Gerbitz Anton Otto, Juwelier; Firma: C. F. Rothe & Neffe.
- Gernsheimer Lorenz, Öl- und Petroleumhändler.
- Gerstendörfer Wenzel und Carl Wittasek, Papier- und Nürnbergerwarenhändler; Firma: Wittasek und Gerstendörfer und Firma: Jos. Lustik & Comp.
- Gerstner Anton, Zuckerbäcker; Firma: A. Gerstner.
- Gillar Valerian, Bau- und Kunstschlosser.
- Ginzelmayer Theresia, Hafnerin; Firma: Joseph Ginzelmayer’s Witwe.
- Göschl, siehe Angerer.
- Gottlieb Johann N., Haus- und Küchengerätschaftenhändler; Firma: Forstinger & Gottlieb.
- Granichstädten Moriz, Juwelier.
- Grasser Carl, Waffen-Fabrikant.
- Gridl Mathilde, Inhaberin der Firma: Ignaz Gridl, Eisenkonstruktions-Werkstätte, Schlosserei und Brückenbau-Anstalt.
- Griess Eduard, Riemer und Sattler.
- Groll Gebrüder, siehe Schrödinger Rudolph.
- Gromann J., Leinwandhändler; Firma J. Gromann & Sohn.
- Gromann Leopold, Anstreicher; Firma: Leopold Gromann & Söhne.
- Groner L., siehe Jank.
- Grossinger Emerich jun., Weingroßhändler; Firma: A. Schwartzer’s Nachfolger.
- Grube Therese, Steindruckereibesitzerin; Firma: August Grube.
- Gruber Clemens, Holz- und Spielwarenhändler; Firma: Clemens Gruber.
- Grüllemeyer Joseph und Eduard, Bronzewaren-Fabrikanten; Firma: Joseph Grüllemeyer.
- Grünbaum Adele, Inhaberin der Firma: Heinrich Grünbaum, Herrenkleidergeschäft.
- Günther Edler von Kronmyrth Raimund, k. k. Regierungsrat, Zahnarzt.
- Gutmann Albert Ignaz, Musikalienhändler.

##### H
- Haader Johann, Tuchhändler.
- Haas Carl, Bronze-, Gold- und Silberwarenfabrikant.
- Haas Philipp, Ritter von, Präsident des Verwaltungsrates der Aktien-Gesellschaft der k. k. priv. Teppich- und Möbelstoff-Fabriken, vormals Philipp Haas & Söhne.
- Habig Peter und Carl, Hut-Fabrikanten; Firma: P. & C. Habig.
- Härtlein, siehe Schostal & Härtlein.
- Häusermann Mathias, Zimmermaler.
- Hahn Leopold, Schuhwaren-Fabrikant.
- Haluska Johann, Damenschneider.
- Hamberger Joseph, Geigenmacher.
- Hanel Anna, siehe Firma: C. Bühlmayer.
- Hann’s Söhne, siehe Spohn Friedrich Andreas.
- Hanusch Alois, siehe: Ermer Rudolph.
- Hardt Rudolph, Tuchhändler.
- Hardtmuth Franz von, Tonwaren-Fabrikant; Firma: L. & C. Hardtmuth in Wien und České Budějovice.
- Hardtmuth J. B., Hutstepper.
- Hartl Joseph, Bäcker; Firma: Ludwig Plank.
- Hartwich Jakob Max, Kürschner und Pelzwaren-Fabrikant; Firma: Georg Katzmayer’s Nachfolger Hartwich.
- Haslinger Emilie, Blumenhändlerin.
- Hassa Joseph. Möbel-Fabrikant; Firma: Joseph Hassa & Sohn.
- Haudek Carl, Streichinstrumentenmacher.
- Hauptmann Franz und Richter Anton, Juweliere, Gold- und Silberschmiede; Firma: A. D. Hauptmann & Comp.
- Hauser Eduard, Steinmetzmeister.
- Hausstorffer’s Dominik Söhne, siehe Schuch Franz Leopold.
- Heilpern Adèle und Förster Wilhelm, Photographen; Firma: Adèle.
- Heim Hermann, Fabrikant für Meidinger-Öfen und Hausgeräte.
- Heitzmann Joseph, Klavier-Fabrikant; Firma: J. Heitzmann & Sohn.
- Helia’s Nachfolger, siehe Diblik Anton.
- Hellauer Joseph, Mode- und Trauerwarenhändler.
- Henneberg, siehe Kurz Rochus.
- Herring Dominik Alfred, Schuhmacher.
- Herrmann Julius, Metallwaren-Fabrikant; Firma: J. L. Herrmann.
- Hess Joh. Martin und Wilhelm, Kartonnagewaren-Fabrikanten; Firma: J. M. Hess & Sohn.
- Heyer Carl, Zinngießer.
- Hiess Carl, Meerschaum- und Bernsteinwaren-Fabrikant.
- Hiess Franz jun., Eduard und Rudolph, Galanteriewaren-Fabrikanten; Firma: Franz Hiess & Söhne.
- Hillmich Ferdinand, Samenhändler; Firma: Swoboda’s Neffe.
- Hobza Gustav und Heinrich, Schuhmacher.
- Hölder Alfred, Ritter von, Buchhändler; Firma: Beck’sche Universitätsbuchhandlung.
- Hofer Peter, Teehändler.
- Hoff Hugo, Malzprodukten-Fabrikant; Firma: Johann Hoff.
- Hoffmann Katharina Susanna, Leinwäsche- und Kinderkleiderhändlerin; Firma: C. Hoffmann.
- Hoffstätter Johann, Juwelier; Firma: Josef Hoffstätter.
- Hofmann Carl, Klavier-Fabrikant.
- Hofmann Edmund, Kürschner und Pelzwarenhändler.
- Hofmann Isidor und Berckmüller Edmund, Schreibmaterialienhändler; Firma: A. F. Syré’s Nachfolger.
- Hofmann Leopold, siehe Berger Carl.
- Holleck Ludwig, Bierexporteur; Firma: A. und K. Gabler.
- Hollenbach’s Neffen, siehe Richter Christoph.
- Holzhausen Adolph, Buchdrucker.
- Hooibrenk Elisabeth und Pokorny Victorine, geb. Hooibrenk, Blumenhändlerinnen; Firma: E. Hooibrenk.
- Huber Adalbert, Modewarenhändler; Firma: Bohlinger & Huber.
- Huber Anton, Photograph.
- Humhal Franz, Herrenschneider.
- Hutter & Schrantz, siehe Schrantz Johann.

##### I
- Irmler Heinrich, Tischler; Firma: H. Irmler.
- Ita Johann Heinrich, Hut-Fabrikant; Firma: Joh. Heinrich Ita.
- Iwinger Franz, Tapezierer; Firma: Kowy & Iwinger.

##### J
- Jaegermayer Ida, Inhaberin einer Leinenwäsche- und Wirkwarenhandlung; Firma: M. Jaegermayer.
- Janik Franz, Friseur.
- Jank Moriz, Buchbinder; Firma: L. Groner’s Nachfolger Moriz Jank.
- Járay Sándor, Vergolder.
- Járay Sigmund, Tapezierer.
- Jauner Heinrich, Wappengraveur.
- Jell Leopold, Anstreicher.
- Jenik Rosa, verehelichte Dörfler, Fotografin.
- Jesovits Louise, Milchwaren-Lieferantin.
- Jirasko Adolf, Optiker und Mechaniker.
- Jörg Carl, Spirituosen- und Essig-Fabrikant; Firma: Johann Timmel’s Witwe.
- Jungmann Wilhelm & Neffe, siehe Dukes.

##### K
- Kaas’ Alois Neffe, siehe Berger Leopold.
- Kabilka Pauline, Kunststickerin.
- Kalezky Bertha, Büchsenmacherin.
- Kantor Gottlieb, Spediteur.
- Kattus Johann, Kaufmann.
- Katzmayer’s Georg Nachfolger, siehe Hartwich.
- Kaufmann Sigmund, Fourage-Lieferant.
- Keller Anton, Militär-Uniform- und Zivilkleidermacher.
- Kempny Anton & Sohn, Posamentier.
- Khimborn & Wernau, siehe Wernau Anton.
- Kitschelt Rudolph, Eisenmöbel-Fabrikant; Firma: August Kitschelt’s Erben.
- Klein von Ehrenwalten August, Ritter, Bronze- und Galanteriewaren-Fabrikant; Firma: August Klein.
- Klemm Joseph, Kupferschmied; Firma: Johann Mayer’s Nachfolger Joseph Klemm.
- Klinkhardt J. & Comp., siehe Stein Marcus.
- Klinkosch Isidor Carl und Arthur, Ritter von, Gold-, Silber- und Metallwaren-Fabrikanten; Firma: I. C Klinkosch.
- Klopf Moriz, Tuchscherer und Schafwollwaren-Appreteur; Firma: M. Klopf & Sohn.
- Klöpfer Johann, Kunstmöbel-Fabrikant.
- Knotzer Friedrich, siehe Stockmann Nikolaus.
- Kniže & Comp., siehe Wolf Albert.
- Kochanowicz Bertha, Edle von, siehe Turzański.
- Köchert Heinrich, Kammer-Juwelier; Firma: A. E. Köchert.
- Kölbl & Threm, siehe Threm Joseph.
- König Joseph, Nürnbergerwaren-, Eisen- und Werkzeughändler; Firma: Joseph König & Sohn.
- Kohl August, Seilerwaren-Fabrikant.
- Kolbenheyer Marie, Metallwaren-Fabrikantin; Firma: E. Kolbenheyer.
- Koppel Carl und Pollak Philipp, Schneiderzugehörhändler; Firma: Koppel, Frisch & Comp.[1]
- Kott Joseph, Dekorationsmaler.
- Kotykiewicz Theophil, Harmonium-Fabrikant: Firma: Peter Titz’s Nachfolger.
- Kowy & Iwinger, siehe Iwinger Franz.
- Krahl Ernst, Wappenmaler.
- Král Franz, Schneider.
- Kranner Anton, Leinen- und Wäschewarenhändler; Firma: Anton Kranner’s Sohn.
- Krassl Anton, Taschner.
- Krejci Franz, Fächer-Fabrikant.
- Krickl Ernst und Schweiger Ignaz, Seidenzeug- und Kirchenstoff-Fabrikanten; Firma: Ernst Krickl & Schweiger.
- Kristian Ignaz, Hutmacher.
- Krziwanek Rudolph, Photograph.
- Künast Adolph W., Buchhändler; Firma: Wallishausser’sche Buchhandlung.
- Kurz Rochus, Gesellschafter der Firma: Kurz, Ritschel & Henneberg, Installateure.
- Kusmann Ludwig. Friseur.
- Kutschera Carl, Klavier-Fabrikant; Firma: Carl Kutschera.
- Kutschera’s Nachfolger E. Lerch, siehe Lerch Evarist.

##### L
- Ladstätter Peter, Strohhut-Fabrikant; Firma P. Ladstätter & Söhne.
- Ländler Joseph, Damenschneider; Firma: Ländler Fres.
- Langer Franz, Spediteur; Firma: Th. Bindtner.
- Laufer Ludwig und Hermine, Kleidermacher; Firma: L. u. H. Läufer.
- Laun Pauline, Damenkleidermacherin; Firma: Maison Prevost.
- Lechner R., siehe Müller Wilhelm.
- Leibenfrost Franz Heinrich, Weingroßhändler; Firma: Franz Leibenfrost & Comp.
- Leist Franz, Tapezier.
- Leistler Carl, Parketten-Fabrikant; Firma: Carl Leistler & Sohn.
- Lerch Evarist, Papier- und Schreibmaterialienhändler; Firma: W. Kutschera’s Nachfolger E. Lerch.
- Lewy Richard, Musikalienhändler; Firma: Gustav Lewy.
- Lichnofsky Hermann, Riemer.
- Lobmeyr Ludwig, Glaser und Glaswarenhändler; Firma: J. & L. Lobmeyr.
- Löbl & Berecz, siehe Berecz Carl von.
- Löwy Joseph, Photograph.
- Lohner Ludwig, Wagen-Fabrikant; Firma: Jakob Lohner.
- Locher Conrad, Arbon, Photograph.
- Loquai Ferdinand, Rouleaux- und Jalousien-Fabrikant; Firma: Loquai & Oellert.
- Lovasy Joseph und Marie, Inhaber eines Damen-Modewaren-Etablissements; Firma: C. Breyer.
- Ludwig Bernhard, Kunsttischler.
- Lustik Joseph & Comp., siehe Gerstendörfer Wenzel.

##### M
- Mahler Isidor, Schiefer- und Ziegeldecker.
- Malowan Gottfried und Ferdinand Franz, Herrenmode- und Wäsche-Geschäft; Firma: Malowan & Franz.
- Mandl Ludwig und Sigmund, Patronen- und Zündhütchen-Fabrikanten in Hernals; Firma: L. Mandl & Comp.
- Manz, siehe Stein Marcus.
- Marat Engelbert, Johann Gansmüller und Carl Teufel, Gemischtwaren-Händler; Firma: Franz Arnold & Comp.
- Marenzeller’s Nachfolger, siehe Conradt & Anders.
- Marischka Johann, Vergolder.
- Marius Carl, Wagen-Fabrikant.
- Markl Franz, Samenhändler; Firma And. Ad. Markl’s Söhne.
- Marx Wilhelm Eduard, Blumenhändler.
- Mathner Anton, Schuhmacher.
- Mattoni Heinrich von, Mineralwasserhändler.
- Matzenauer Joseph, Juwelier.
- Mayer J., siehe Schöller Franz.
- Mayer’s Joh. Nachfolger, siehe Klemm Joseph.
- Mayer Joseph, Juwelier; Firma: Vincenz Mayer’s Söhne.
- Medinger Johann, siehe Bachofen Adolph von Echt.
- Meerkatz Johann, Siebmacher.
- Messmer Konrad Carl, Hut-Fabrikant.
- Michel Franz jun., Tischler.
- Migotti Therese, Knabenkleiderhändlerin; Firma: Joseph Migotti.
- Milde Albert, Schlosser.
- Mörtinger Franz, Zimmermeister.
- Mörzinger-Cabos Christian, Zwiebackbäcker; Firma: Charles Cabos.
- Moll August, Apotheker, Lieferant für chemische und pharmazeutische Präparate.
- Morawetz Carl, Uhrmacher.
- Mucha Rudolph, Zwiebackbäcker.
- Mühlhauser’s Joseph Nachfolger, siehe Bux Carl.
- Müller Heinrich, Sattler und Riemer.
- Müller Johann, Bildhauer.
- Müller Johann Wenzel, Bau- und Portaltischler; Firma: J. W. Müller.
- Müller Wilhelm, Buchhändler und photographische Manufaktur; Firma: R. Lechner’s Universitäts-Buchhandlung.
- Mulacz Anton, Büchsenmacher.

##### N
- Nadhera Anton, Fabrikant für Wasser- und Sanitäts-Anlagen.
- Nemetschke Franz & Sohn, siehe Schaup Christine.
- Nemetz Joseph, Fabrikant wissenschaftlicher Instrumente.
- Nesshyba Joseph, Herrenschneider.
- Neubauer Sigmund und Carl, Bronzewaren-Fabrikanten; Firma: Gustav Lerl & Söhne Nachfolger.
- Neuhöfer Carl, Optiker und Mechaniker; Firma: Neuhöfer & Sohn.
- Neurath Jakob, Metallwaren-Fabrikant.
- Niernsee Carl, Schiefer- und Ziegeldecker.
- Nuglisch, siehe Thies.

##### O
- Oberwalder Jakob, Strohhut-Fabrikant; Firma: J. Oberwalder & Co.
- Odelga Joseph, Fabrikant von chirurgischen Instrumenten, Bandagen und Verbandstoffen; Firma: J. Odelga.
- Oehler Johann, Wagenschmied.
- Oellert, siehe Loquai.
- Oesterreicher Johann, Zimmermeister.
- Ohligs Bernhard, Waffen-Fabrikant; Firma: B. W. Ohligs & Söhne.
- Olbricht Franz und Dehm Ferdinand. Baumeister; Firma: Ferd. Dehm & F. Ulbricht.
- Orendi Eduard, Pferdedecken- und Teppich-Fabrikant; Firma: C. Genersich & Orendi.
- Oswald Matthäus, Bettwaren-Fabrikant.

##### P
- Pach Ludwig, Leder-Fabrikant; Firma: Julius Pach.
- Pannagl Rudolph Alexander, Buchbinder.
- Pauk Adolph, Blumenhändler.
- Paulick Friedrich, Tischler.
- Pauly Joseph, Bettwaren-Fabrikant; Firma: J. Pauly & Sohn.
- Perl Magdalena, Inhaberin der Speditionsfirma R. Perl.
- Perschitz, Rotter und J. B. Schmarda, siehe Schmarda Johann Baptist.
- Petschacher Rudolph, Rauchfangkehrer.
- Petzl Anna, Seilerwaren-Firma: Johann B. Petzl & Sohn.
- Peyer Johann, Bau- und Kunstschlosser.
- Pfab Joseph, Dr., Zahnarzt.
- Pick Joseph Leopold, Handzieh- und Mundharmonika-Fabrikant.
- Pietzner Carl, Photograph.
- Pinsker Arthur August, Kalligraph.
- Plank Ludwig, siehe Hartl Joseph.
- Plees Wilhelm, Hut-Fabrikant.
- Pokorny Edler von Fürstenschild Anton, Kartonnagewaren-Erzeuger; Firma: A. Renel’s Nachfolgor A. von Fürstenschild.
- Pokorny Victorine, siehe Hooibrenk Elisabeth.
- Pollak Alexander, Tapezier.
- Pollak Emanuel und Wilhelm, Weinhändler; Firma: Emanuel Pollak & Sohn.
- Pollak Philipp, siehe Koppel Carl.
- Pololanik Franz, Schuhmacher.
- Polzer Carl, Schiefer- und Ziegeldecker.
- Polzer Carl, Kassen-Fabrikant; Firma: C. Polzer & Comp.
- Popelarz Joseph, Fabrikant von Baumwoll-Zylindern für Luftzugsverschlüsse.
- Popp Albert und Georg, Parfümeriewaren-Erzeuger; Firma: J. G. Popp.
- Poppelbaum Bernhard sen., Bernhard jun. und Georg, Schriftgießer.
- Prevost Maison, siehe Laun Pauline.
- Preynössl Leopold, Feuerungsmaschinen-Erzeuger.
- Pribul Wilhelm, Schneider.
- Prix Joseph, Herren-Modewarenhändler.

##### R
- Radnitzky Carl, Wappengraveur.
- Raedler Carl, Porzellanmaler.
- Rankl Joseph, Glaswarenhändler; Firma: Joseph Rankl’s Witwe & Sohn.
- Ratz Tobias, Bäcker.
- Raymann, siehe Regenhart.
- Regenhart Ernst und Alois, Tischzeug-Lieferanten; Firma: Regenhart & Raymann.
- Reiner Nathan, Pferdehändler.
- Reisenleitner Joseph, Weingroßhändler; Firma: Jos. Reisenleitner.
- Reisinger Carl, Kasimir und Rudolph, Weinhändler; Firma: C. Reisinger & Söhne.
- Reitbauer Franz, Maschinen-Fabrikant; Firma: F. Reitbauer.
- Renel’s Nachfolger, siehe Pokorny.
- Resch Gustav, Geschirrhändler; Firma: Albin Denk.
- Richter Anton, siehe Hauptmann Franz.
- Richter Carl, Handschuhmacher.
- Richter Christoph Eduard und Friedrich, Bronzewaren-Fabrikanten; Firma: D. Hollenbach’s Neffen Ed. & F. Richter.
- Richter Eduard, Tapisseriewaren-Fabrikant.
- Rietschel, siehe Kurz Rochus.
- Řiha Hugo, Anstreicher.
- Ritter J., siehe Vadasz Wilhelm.
- Rodeck Emil und Ludwig, Lieferanten für Leder-, Holz- und Bronze-Galanteriewaren; Firma: Gebrüder Rodeck.
- Roemer Theodor, Weinhändler; Firma: J. Roemer & Sohn.
- Roessler Carl, Handschuhmacher.
- Rohrbacher Carl und Julius, Wagen-Fabrikanten.
- Rosenberg Fanni, Weißnäherin.
- Rosenthal Adam Konrad, Kunst- und Handelsgärtner; Firma: A. C. Rosenthal.
- Rosenthal Charles Max, Stahl- und Holzrollbalken- und Roulettenfabrik; Firma: E. S. Rosenthal’s Erben.
- Rothberger Jakob, Kleiderhändler.
- Rothe C. F. und Neffe, siehe Gerbitz Anton Otto.
- Rothmayer Martin, Schneider; Firma: M. Rothmayer & Sohn.
- Rotter, J. B. Schmarda und Perschitz, siehe Schmarda Johann Baptist.
- Rozet & Fischmeister, siehe Fischmeister Franz Carl.
- Rutzki Leopoldine, Juwelierin; Firma: Carl Rutzki.

##### S
- Sacher Anna, Restaurateurin, Wein- und Delikatessenhändlerin; Firma: Eduard Sacher.
- Samek Albert, Holzwaren-Fabrikant; Firma: A. Samek.
- Sarg Carl, k.k. landespriv. Millykerzen- und Glycerin-Fabrikant; Firma: F. A. Sarg’s Sohn & Co.
- Sasse Heinrich, Bauschlosser.
- Sauczek Jakob, Posamentierwaren-Fabrikant
- Schaller Carl Franz, Blasbalg-Fabrikant.
- Scharfetter Louise, Damenschneiderin; Firma: T. und L. Scharfetter.
- Schaup Christine, Klavierhändlerin; Firma: Franz Nemetschke & Sohn.
- Schaurek Franz, Schuhmacher.
- Schawel Jakob jun., Pferde-Lieferant.
- Schebek Joseph, Tapezier und Dekorateur.
- Scheer Rudolph, Schuhmacher.
- Scheidl Hans, Obsthändler.
- Schelle Carl, Zuckerbäcker.
- Schember Carl August und Albert, Brückenwaagen- und Maschinen-Fabrikanten.
- Schenzel Franz, Tapezier: Firma: Franz X. Schenzel & Sohn.
- Scheuer Eleonora, Damen-Modewaren-Erzeugerin.
- Schieder Johann, Baumeister.
- Schittenhelm Kl., siehe Bernhuber.
- Schlaf Franz und Julius, Kleidermacher; Firma: Franz Schlafs Söhne.
- Schlecht Friedrich, Bandagist; Firma: Georg Schlecht.
- Schlesinger Anton, Uhrmacher.
- Schlesinger Robert, Spediteur; Firma: C. Schlesinger & Comp.
- Schlesinger Theresia, Pfaidlerin und Damenschneiderin; Firma: L. Schlesinger.
- Schlesinger Wilhelm, Pferdehändler.
- Schleucher Franz und Richard, Riemer, Sattler und Taschner; Firma: Franz Schleucher’s Söhne.
- Schlumberger Edler von Goldeck Otto, Weingroßhändler; Firma: August Schneider.
- Schmalzhofer Joseph, Stadtbaumeister.
- Schmarda Johann Baptist, Teilhaber der Firma: Speditionsbüro der bosnisch-herzegowinischen Staatsbahnen J. B. Schmarda, Rotter und Perschitz.
- Schmeidler Johann Nep., Gummiwaren-Fabrikant.
- Schmidt Friedrich, Spengler; Firma: Friedrich Weichmann’s Witwe.
- Schmitt Ludwig, Tischler und Möbel-Fabrikant.
- Schneider August, siehe Schlumberger Otto von.
- Schöbel Anton, Kürschner.
- Schöller Franz, Strohhut-Fabrikant; Firma: J. Mayer.
- Schoeller Philipp, Ritter von und Paul, Ritter von, Dampfmühlenbesitzer; Firma: Schoeller & Comp.
- Schönberger W. & Comp., siehe Feitel Moriz.
- Schönthaler Franz, Bildhauer.
- Schostal Wilhelm, Chef der Firma: Schostal & Härtlein, Leinen- und Wäschefabriks-Niederlage.
- Schrantz Johann, Siebwaren-Fabrikant; Firma: Hutter & Schrantz.
- Schrödinger Rud., Wachstuch-Fabrikant; Firma: Gebrüder Groll.
- Schuberth Mathilde und Hans, Holzrouleaux-, Jalousien- und Holzwaren-Fabrikanten; Firma: Johann Schuberth.
- Schuch Franz Leopold, Jalousien-Fabrikant; Firma: Dom. Hausstorffer’s Söhne.
- Schwarz August, siehe Theyer.
- Schwartzer’s A. Nachfolger, siehe Grossinger Emerich.
- Schweiger Ignaz, siehe Krickl Ernst jun.
- Schweighofer Carl, Klavier-Fabrikant; Firma: J. M. Schweighofer’s Söhne.
- Scolik Carl, Photograph.
- Sederl Joseph, Steinmetzmeister.
- Seidel Ludwig, Buchhändler; Firma: L. W. Seidel & Sohn.
- Seidl Alexander, Wirkwaren-Lieferant.
- Seifert Ludwig, Billard-Fabrikant; Firma: Heinrich Seifert & Söhne.
- Seitz Eduard, Tuch- und Schafwollwaren-Appreteur; Firma: Joseph Seitz’s Söhne.
- Siebert Rudolph, Händler mit chemisch-pharmazeutischen Utensilien.
- Sieger Robert, Lithograph, Buchdrucker und Papierhändler; Firma: Eduard Sieger.
- Simon Carl, Schneider.
- Singer G., Kaufmann.
- Singer Maximilian, Pferdehändler.
- Singhoffer Johann, Fischhändler.
- Skriván Emil und Johann, Hut-Fabrikanten; Firma: Joh. Skriván & Sohn.
- Smattosch Johann, Architekt.
- Spitzer Gustav und Ernestine, Mode- und Weißwarenhändler; Firma: E. & G. Spitzer.
- Spohn Friedrich Andreas und Friedrich Fischer, Sporer; Firma: M. Hann’s Söhne.
- Stadler von Gestirner Hermann, Damenputzwaren-Erzeuger und -Händler; Firma: Gebrüder Stadler.
- Stätter, recte Achtelstätter Anna, Modistin; Inhaberin der Firma: Betti Galimberti.
- Stein Marcus, Buchhändler und Gesellschafter der Firma: Manz’sche Verlags- und Universitätsbuchhandlung Julius Klinkhardt & Comp.
- Stern Ignaz und Amalie, Damenkleidermacher; Firma: Stern & Comp.
- Stiebitz Franz Joseph, Spezereiwarenhändler; Firma: Alois Stiebitz & Co.
- Stiebral Heinrich, Gürtler und Armatur-Fabrikant.
- Stifft Alfred. Weingroßhändler; Firma: Joh. Stifft & Söhne.
- Stockmann Nikolaus und Knotzer Friedrich, Photographen.
- Stollwerck Peter und Heinrich, Schokolade- und Zuckerwaren-Fabrikanten in Wien und Köln; Firma: Gebrüder Stollwerck.
- Strass Moriz, Pferde-Lieferant.
- Streicher Emil, Klavier-Fabrikant; Firma: J. B. Streicher & Sohn.
- Striberny Moriz und Otto, Waffen-Fabrikanten und Militär-Effekten-Händler; Firma: Stanislaus Striberny.
- Strodl Leopold, Tuch-Lieferant.
- Suchy Therese, Inhaberin der Uhrenfabriks-Firma: Carl Suchy & Söhne.
- Suppančič Valentin, Wäsche- und Mieder-Fabrikant; Firma: V. Suppančič.
- Swatosch Thomas, Posamentierwaren-Fabrikant.
- Swatzek Rudolph, Schuhmacher.
- Swoboda’s Neffe, siehe Hillmich Ferdinand.
- Syré’s Nachfolger, siehe Hofmann Isidor.
- Szallay Joseph, Zivil- und Militärschneider.
- Székely Paul, Friseur und Parfümeur.
- Szontágh Friedrich, Mode- und Seidenwarenhändler; Firma: Ernst Szontágh.

##### T
- Tagleicht Carl, Schlosser.
- Taussig Gottlieb, Toilette-Seifen und Parfümeriewaren-Fabrikant.
- Taussig Otto und Edmund, Fouragelieferanten; Firma: R. Taussig & Söhne.
- Teufel Carl, siehe Marat Engelbert.
- Thalhammer & Welzl, siehe Welzl Gustav.
- Thanner Alexander, Bürsten-Lieferant.
- Theyer Johann Franz, Kürschner; Firma: August Schwarz’ Neffe.
- Thies Carl, Parfümeriewaren-Fabrikant; Firma: Treu, Nuglisch & Comp.
- Thill Franz, Posamentierwaren-Fabrikant; Firma: Franz Thill’s Neffe.
- Thöne Francisca, Gemüsehändlerin.
- Threm Joseph, Vergolder und Modelleur; Firma: Kölbl & Threm.
- Tiller Moriz, Schneider und Uniformsortenhändler; Firma: Moriz Tiller & Comp.
- Timmel’s Witwe, siehe Jörg Carl.
- Titz Peter, siehe Kotykiewicz Theophil.
- Tobisch Caroline, Inhaberin der I. österr. Fabrik isolirter Kabel und Drähte für elektrisches Licht, Kraftübertragung, Télégraphie und Téléphonie; Firma: Franz Tobisch.
- Tomann Mathias, Kunstschlosser.
- Trau Franz, Teehändler; Firma: C. Trau.
- Trettenhann Gustav, Leinwandhändler; Firma: J. Trettenhann.
- Treu, Nuglisch & Comp., siehe Thies Carl.
- Tschinkel Theodor, Schokolade- und Kanditen-Fabrikant; Firma: August Tschinkel’s Söhne.
- Türk Othmar von, Photograph.
- Turzański Edle von Kochanowicz Bertha, Haus- und Küchengerätehändlerin; Firma: H. Turzański.

##### U
- Uhl Carl, Friseur und Parfümeur.

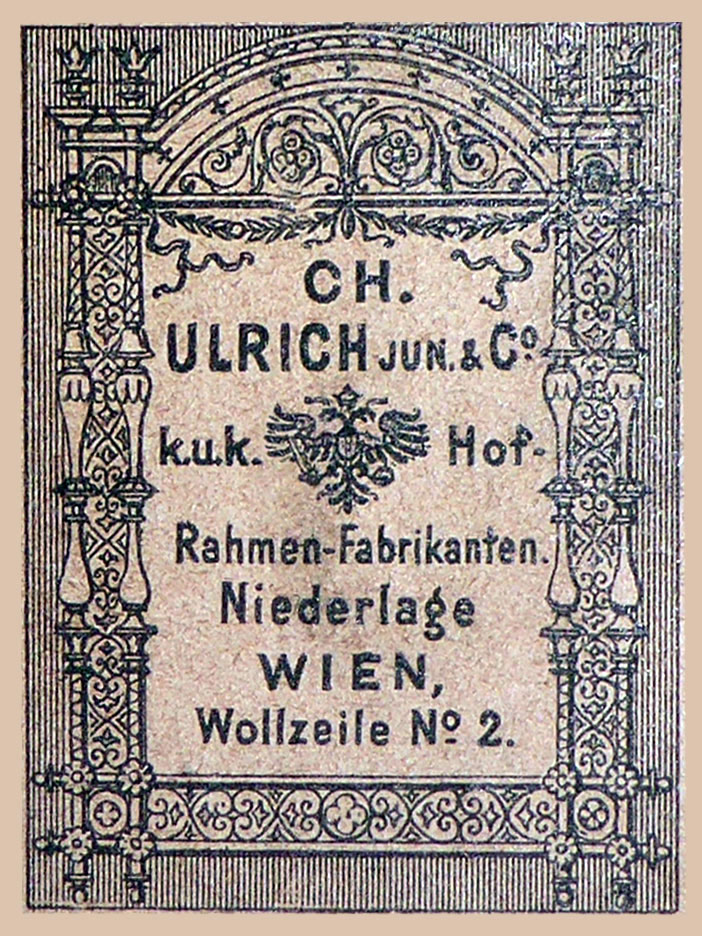
Etikette, CH. Ulrich Jun. & Co.

- Uhlmann Leopold, Blasinstrumenten-Fabrikant.
- Ulrich Carl, Spiegel- und Rahmen-Fabrikant; Firma: Ch. Ulrich jun. & Comp.[2]
- Urban Anton, Schuhmacher.
- Urban Franz, Kürschner; Firma: Franz Urban, vormals A. Lindner.
- Uzel Alois, siehe Coeln Johann.
- Uzel Anton jun., Schneider.

##### V
- Vadasz Wilhelm, Nürnbergerwarenhändler; Firma: J. Ritter.
- Victorin Joseph, Öfen- und Maschinherde-Fabrikant.

##### W
- Wagner Justus Friedrich, siehe Benda Gustav.
- Waldek, Wagner & Benda, siehe Benda Gustav.
- Waldstein Simon, Optiker.
- Wallishausser’sche Buchhandlung, siehe Künast Adolph W.
- Wallishausser Johann Baptist, Buchdrucker; Firma: J. B. Wallishausser.
- Warhanek Carl, Konserven-Fabrikant.
- Wasserburger Paul, Baumeister und Steinmetzmeister; Firma: Ant. Wasserburger.
- Wazel Wilhelm, Fischhändler.
- Welchmann’s Witwe, siehe Schmidt Friedrich.
- Weidmann Joseph, Leder-Galanteriewaren-Fabrikant; Firma: J. Weidmann.
- Weil August Carl. Weingroßhändler; Firma: August Carl Weil.
- Weinzierl’s Nachfolger, siehe Siebert Rudolph.
- Weisshappel Elise, Fleischselcherin.
- Weisz Samuel, Fächererzeuger; Firma: Samuel Weisz.
- Weltin Anastasia von, Sonnen- und Regenschirm-Erzeugerin.
- Welzl Gustav, Metallknopf-Fabrikant; Firma: Thalhammer & Welzl.
- Wernau Anton, Tuchhändler; Firma: Khimborn & Wernau.
- Wertheim Franz, Edler von, Kassen-Fabrikant; Firma: J. Wertheim & Comp.
- Wickede Julius von, Riemer und Sattler.
- Wiese Friedrich, Kassen-Fabrikant; Firma: Friedrich Wiese.
- Wild Dominik und Joseph, Käsehändler; Firma: Gebrüder Wild.
- Winkler Alois, Schilder-Fabrikant.
- Winkler Johann P., Wirkwaren-Fabrikant.
- Winter Moriz Johann, Photograph; Firma: Victor Angerer.
- Wittasek Carl, siehe Gerstendörfer Wenzel.
- Wobornik Ignaz Heinrich, Werkzeug-Lieferant.
- Wolff Albert, Schneider; Firma: Kniže & Comp.
- Wolters Wilhelm Arnold, Mechaniker.
- Wopalensky Jakob, Pelzwaren- und Strohhuthändler; Firma: J. Wopalensky.

##### Z
- Zacharias Johann, Handschuhmacher.

#### In Budapest

Königliche Hoflieferanten in Ungarn durften das ungarische Wappen führen

##### A
- Árkay Alexander, Bau- und Kunstschlosser.
- Árvay & Comp., siehe Mezel Julius.

##### B
- Bachruch Carl, Juwelier; Firma: A. Bachruch.
- Balász Helene, geb. Strasser, und Leopold Strasser, Buchhändler; Firma: Carl Grill.
- Bárkány Franz Wilhelm und Carl Hausner, Küchengeräte-Handlung; Firma Bárkány & Hausner.
- Bátori Gabriel und Victor, Fleischhauer; Firma: Gabriel Bátori & Sohn.
- Beschorner Alexander Mathias, Metallwaren-Fabrikant und Kunsterzgießer; Firma: A. M. Beschorner und Sohn.
- Blumenthal Zoë, siehe Dunkl Norbert und Elsa.
- Brachfeld Alexander und Francisca, Herren-Modewarenhändler; Firma: F. Brachfeld.
- Brachfeld Siegfried und Géza, Modewarenhändler; Firma: Sigmund Brachfeld & Sohn.
- Buchwald Alexander, Eisen- und Metallwaren-Fabrikant.

##### C
- Chmel Gustav, Klavier-Fabrikant; Firma: J. Chmel & Sohn.

##### D
- Dietrich Emil, Edler von, Teehändler; Firma: Dietrich & Sohn.
- Dietzl Joseph, Weingroßhändler.
- Ditmar Gerhard, Lampen- und Metallwaren-Fabrikant; Firma: R. Ditmar.
- Dobos C. Joseph, Delikatessenhändler.
- Dorits Marcus, Friseur.
- Dulcz Anton, Riemer.
- Dunkl Norbert und Elsa, Zoë  Blumenthal, Kunst und Musikalienhändler; Firma: Roszavölgyi & Comp.

##### E
- Edeskuty, Inhaberin der Mineralwasser-Großhandlungsflrma: Ludwig Edeskuty.
- Ehrlich Nikolaus, Anstreicher.
- Ellinger Eduard, Photograph.
- Erdélyi Moriz, Photograph.

##### F
- Fabinyi Géza, siehe Haris, Zeillinger & Comp.
- Fischer von Tóváros Emil, Porzellan- und Majolikawaren-Fabrikant; Firma: Ignaz Fischer.
- Fischer Victor, Fabrikant chirurgische Instrumente; Firma: Peter Fischer & Comp.
- Fleischmann Emil, Pflanzen- und Samenhändler.
- Fodor Joseph, Möbelhändler, Dekorateur und Tapezierer.
- Fodor Sigismund, Möbelhändler; Firma: Michael Fodor’s Nachfolger.
- Forché Roman und Gálfy Stephan, Photographen.
- Friedrich Ludwig, Schriften- und Wappenmaler.
- Fürth Isabella, Inhaberin eines Kunststickerei-Geschäftes.

##### G
- Gálfy Stephan, siehe Forché Roman.
- Geller Joseph, Buchbinder.
- Gerbeaud Emil, Konditor; Firma: Heinrich Kugler.
- Geszler Joseph und Adalbert Pertik, Modewarenhändler; Firma: Monaszterly & Kuzmik’s Nachfolger.
- Glasz Joseph, Sattler.
- Glauber Gottfried, siehe Stockbauer Gustav.
- Gmehling Hermann, Leder-Galanteriewaren-Fabrikant.
- Gottschlig August, Tee- und Rumhändler.
- Granichstädten Jakob, Juwelier; Firma: Gebrüder Granichstädten.
- Grauer Wilhelm, Dr., Likör-, Essig- und Spiritus-Fabrikant.
- Grill Carl, Buchhandlung, siehe Balász Helene.
- Grünbaum Max und Weiner Adolph, Schneider; Firma: Grünbaum & Weiner.[3]
- Gyukits Julius, Hutfabrikant, Firma: Pelikan & Gyukits.

##### H
- Haris, Zeillinger & Comp., siehe Krebs Johann und Fabinyi Géza.
- Hatzenberger’s Nachfolger, siehe Stockbauer Gustav.
- Hausner Carl und Bárkány Franz Wilhelm, siehe Bárkány.
- Hoepfner Alexander, Spitzenhändler.
- Hoffmann Joseph, siehe Tschögl Heinrich und Gustav.
- Hornyánszky Victor jun. und Ernst, Buchdrucker; Firma: Victor Hornyánszky.
- Hüttl Theodor, Porzellanwarenhändler.

##### J
- Jungfer Julius, Kunstschlosser.

##### K
- Káldor Simon, Spediteur; Firma: B. Pollák & Comp.
- Kirner Joseph, Büchsenmacher.
- Kölber Philipp und Alois, Wagen-Fabrikanten; Firma: Gebrüder Kölber.
- Kollerich Paul und Ludwig, Drahtgewebe- und Geflechte-, dann Siebwaren-Fabrikanten; Firma: Paul Kollerich & Söhne.
- Kollerits Joseph & Söhne, siehe Kunz Franz und Friedrich.
- Kozmata Franz, Photograph.
- Králik Samuel, siehe Serény Michael.
- Kramer Samuel und Heinrich, Möbel-Fabrikanten; Firma: Samuel Kramer.
- Krausz Lazarus, Posamenterie-, Band- und Lampendochtfabrikant; Firma: Jakob Schön’s Nachfolger.
- Krebs Johann und Fabinyi Géza, siehe Haris, Zeillinger & Comp., Leinenwarenhändler.
- Kugler Heinrich, siehe Gerbeaud Emil.
- Kunz Franz und Friedrich, Leinen- und Weißwaren-Großhändler; Firma: Joseph Kollerits & Söhne.
- Kuzmik & Monaszterly’s Nachfolger, siehe Geszler Joseph.

##### L
- Lakos Ludwig, Spar- und Tafelherd-Fabrikant.
- Lampi R., siehe Wodianer.
- Láng Georg und Joseph, Porzellan- und Tonwarenhändler; Firma: M. Lang.
- Lechner Joseph, Uhren-Fabrikant.
- Link Stephan, Goldarbeiter.
- Löwenstein Anton, Bäckermeister.
- Löwenstein Ferdinand, Viktualien-, Käse- und Butterhändler; Firma: M. Loewenstein.
- Löwinger Carl, Taschner.
- Loser Johann, Spezereiwaren- und Mineralwasserhändler.

##### M

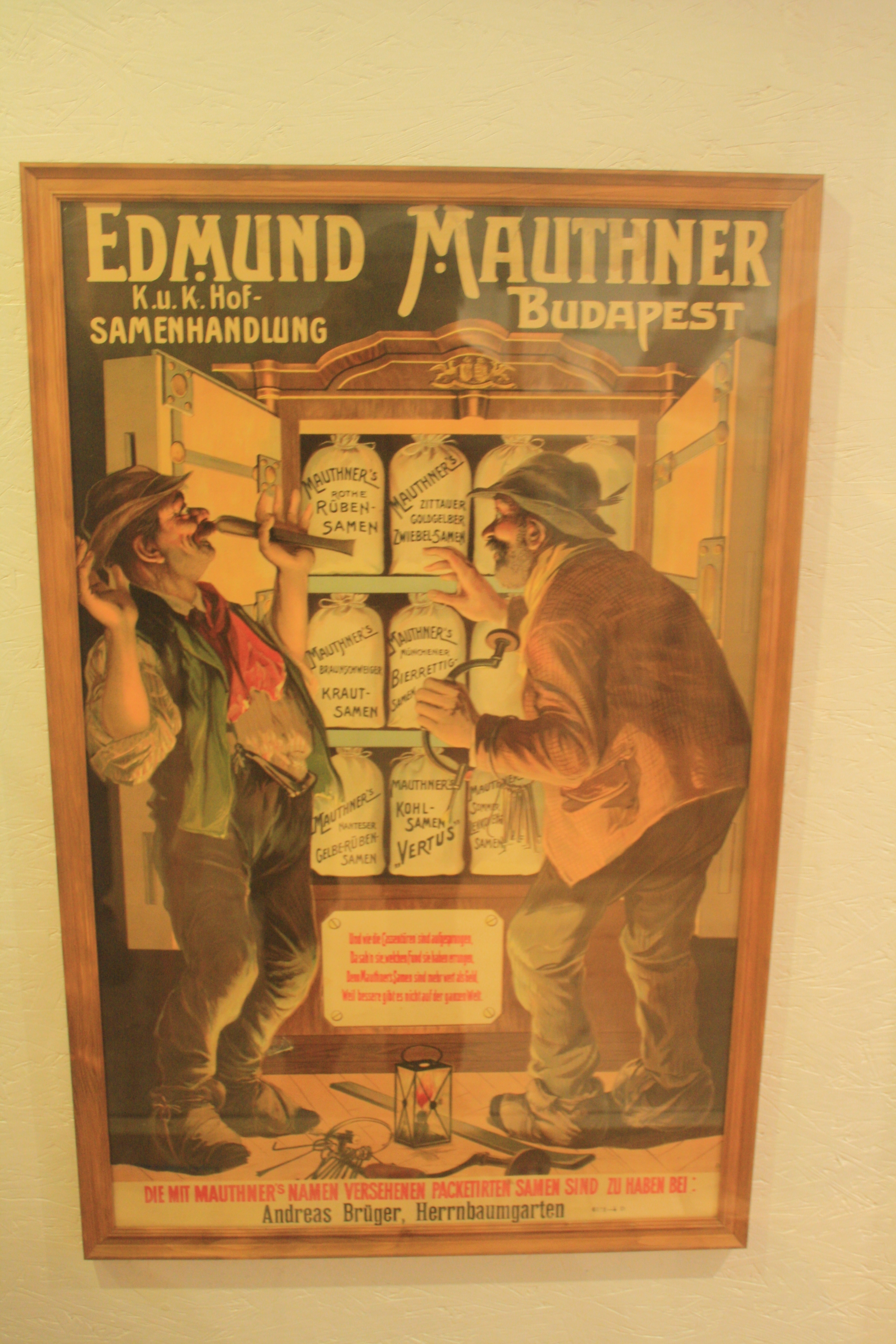
Werbeplakat von Edmund Mauthner im Küchenmuseum in Herrnbaumgarten, Niederösterreich

- Mai Emanuel, Photograph; Firma: Mai & Comp.
- Márton Alois, Galanterie- und Industriewarenhändler.
- Mauthner Edmund, Samenhändler.
- Mertens Eduard, Ritter von, Photograph; Firma: Mertens & Sohn.
- Mezei Julius, Seidenhändler; Firma: Árvay & Comp.
- Monaszterly & Kuzmik’s Nachfolger, siehe Geszler Joseph.
- Müller Ludwig, Parfümerie- und Toiletten-Seifen-Fabrikant.

##### O
- Országh Alexander jun., Orgelbauer.

##### P
- Pelikan & Gyukits, siehe Gyukits Julius.
- Pertik Adalbert, Modewarenhändler; Firma: Monaszterly & Kuzmik’s Nachfolger, siehe Geszler.
- Pinter Julius, Spezereiwarenhändler.
- Pollák B. & Comp., siehe Káldor Simon.
- Pórfy Franz und Julius, Hut-Fabrikanten; Firma: F. Pórfy & Sohn.
- Prückler Ladislaus, Champagner-Fabrikant; Firma: Prückler & Comp.

##### Q
- Quentzer, Inhaberin der Hutfabrikanten-Firma: Gebrüder Quentzer.

##### R
- Rigler Joseph Eduard, Direktor der Papierwaren-Fabriks-Aktiengesellschaft „Joseph Eduard Rigler“.
- Rosenthal Hermann, Uniform-Fabrikant; Firma: H. Rosenthal.
- Roszavölgyi & Comp., siehe Dunkl Norbert und Elsa.

##### S
- Saxlehner Emilie, Bitterwasserhandlung; Firma: Andreas Saxlehner.
- Scholtz Robert, Zimmermaler.
- Schön’s Jakob Nachfolger, siehe Krausz Lazarus.
- Schunda Joseph, Lieferant für Blas- und Streich-Instrumente.
- Seefehlner A., Teilinhaberin der Papierhandlungs-Firma: J. L. Seefehlner.
- Seidl Joseph, Delikatessen- und Weinhändler.
- Semler Alexander und Eduard, Tuchhändler; Firma: J. Semler.
- Serény Michael, Uhrmacher; Firma: Samuel Kralik’s Sohnes Nachfolger.
- Seyderhelm Ernst, Kunstgärtner.
- Singhoffer August, Fischer.
- Stockbauer Gustav und Glauber Gottfried, Bettwaren-Fabrikanten; Firma: Hatzenberger’s Nachfolger.
- Stowasser Johann, Musikinstrumenten-Fabrikant.
- Strasser Leopold, Buchhändler, siehe Bálász Helene.
- Streliszky Leopold, Photograph.
- Szavoszt Alphons, Edler von, Produkten- und Samengroßhändler; Firma: Alphons Szavoszt.
- Szelnár Adolph, Handelsgärtner; Firma: Joseph Szelnár.
- Szenes Eduard, Kolonialwaren- und Delikatessenhändler.
- Szigeti Ludwig, Riemer und Sattler.

##### T
- Telkesi Iván, Apotheker.
- Tiller Samuel, Schneider und Uniformsortenhändler; Firma: Moriz Tiller & Comp.
- Titsch B., Inhaberin der Modewaren-Handlungs-Firma: Julius Titsch.
- Topits Alois Joseph, Dampf-Mehlspeisen-Fabrikant; Firma: Joseph Topits & Sohn.
- Tschögl Gustav und Heinrich, Kolonialwarenhändler; siehe Hoffmann Joseph.

##### V
- Vértessi, Inhaberin der Parfumeriewarenhandlung „Alexander Vértessi“.

##### W
- Weiner Adolph, siehe Grünbaum Max.
- Wodianer Philipp, Buchhändler; Firma: R. Lampl’s Buchhandlung Ph. Wodianer & Söhne.
- Wohlfahrt Jakob, Fleischhauer.

##### Z
- Zeillinger, siehe Fabinyi.
- Zwack Joseph Max und Ludwig, Likör- und Essigfabrikanten; Firma: Joseph Zwack & Comp.

#### Außerhalb Wien und Budapest

##### A
- Archleb Joseph, Fabrikant der „La-ferme-Liqueure“ zu Kwasney in Böhmen.
- Arnold Fridolin, Photograph in Innsbruck.

##### B
- Baczewski Joseph Adam, Likör-Fabrikant in Lemberg.
- Bakacs Ludwig von, Apotheker in Vésztő.
- Bartholovich Carl, Hoflieferant; Chef der Slivovic-Großhandlungsfirma: Anton Bartholovich’s Sonn in Essegg.
- Basch Max, Spediteur; Firma: J. H. Basch in Prag.
- Baur Franz und Johann, Schafwollwaren-Fabrikanten; Firma: Franz Baur’s Söhne in Innsbruck.
- Beck Georg, Juwelier in Salzburg.
- Beer Alois, Photograph in Klagenfurt
- Beer und Mayer, siehe Mayer Ferdinand.
- Benesch Johann, Schneider in Prag.
- Bencker Johann Martin Carl, Handschuh-Fabrikant in Prag; Firma: J. U. Bencker.
- Benque Franz, Photograph; Firma: Sebastianutti & Benque in Triest.
- Berndorfer Metallwaren-Fabrik; siehe Krupp Arthur.
- Bernharth Franz, Optiker in Karlsbad.
- Bertel Eduard, Photograph in Salzburg.
- Bianchi Carlo Pietro, Chemikalien-Erzeuger in Zara.
- Brandeis Anton und Robert, Spielwarenhändler; Firma: J. H. Brandeis in Prag.
- Brandejs Wenzel, Schuhmacher in Prag.
- Brandl Albert, siehe Tauber Eugen.
- Braun Rudolph, Graveur in Prag.
- Brehm Carl, Friseur in Gmunden.
- Breisach Rosa, Blumenhändlerin in Fiume.
- Breza Franz und Carl, Senf- und Feigenkaffee-Fabrikanten; Firma: Gebrüder Breza in Krems a. d. Donau.
- Brožik Wenzel, Wagenfabrikant; Firma: W. Brožik Sohn in Plzeň.
- Brucker Joseph, Glaser in Ischl.
- Bude Leopold, Photograph in Graz.
- Bumiller Meinrad und Philipp, Peitschenstöcke und Spazierstöcke-Fabrikanten; Firma: Philipp Bumiller in Prag.
- Burato Tomaso, Photograph in Zara.

##### C
- Calabrese Andreas, Juwelier in Triest.
- Calvé’sche Buchhandlung, siehe Koch Joseph.
- Catti Georg, siehe Rosenkart Anna.
- Cente Anton de, siehe: De Cente.
- Červený Jaroslav und Stanislaus, Musikinstrumenten-Fabrikanten; Firma: V. F. Červený & Söhne in Hradec Králové.
- Charasim Ferdinand, Ziegeldecker in Prag.
- Chmel Anton, Selchwaren-Fabrikant in Prag.
- Chwapil Rudolph, Kleidermacher; Firma: Anton Chwapil in Prag.
- Cifka Heinrich, Weinhändler in Prag.
- Cingros Johann, Steinmetz in Plzeň.
- Civiš Peter, Schneider; Firma: F. Rittif’s Nachfolger in Prag.
- Cosmacendi Anton, Likör-Fabrikant in Zara.
- Cristofoletti Jakob, Lieferant für pharmazeutische Produkte in Görz.

##### D
- Dangel Carl, siehe Weinbauer Alois.
- Dangl Johann, Orgelbauer; Firma: A. Dangl’s Sohn in Arad.
- De Cente Anton, Tonöfen- und Tonwaren-Fabrikant; Firma: Joseph de Cente in Wiener Neustadt.
- Degiorgio Joseph, Fleischhauer in Triest
- Demartini Katharina, Kerzen-, Seifen- und Parfümeriewaren-Fabrikantin; Firma: J. Demartini in Prag.
- Dierzer von Traunthal Joseph, Ritter, Teppich-Fabrikant; Firma: Joseph Dierzer in Linz.
- Dieter Heinrich, Buchhändler in Salzburg.
- Dietz Heinrich, Riemer in Prag.
- Dittrich Adolph, Leinwand- und Tischzeug-Fabrikant; Firma: Dittrich Adolph in Prag.
- Dittrich Gustav, siehe Donat Joseph.
- Domány Joseph, Weingroßhändler in Arad.
- Donat Joseph, Handelsgärtner; Firma: G. Dittrich in Prag.
- Drioll Simon, siehe Salghetti-Drioli Simon.
- Drouot Hans, Besitzer der Buchdruckerei von J. Feichtinger’s Erben in Linz.
- Duffé Heinrich, Schlosser in Prag.
- Dunky Koloman und Franz, Photographen, Inhaber der Firma: Gebrüder Dunky in Kolozsvár.
- Durvay Anton, Ziegel-Fabrikant in Köpcsény (Kittsee).
- Dzikowski Alfred, Waffen-Fabrikant in Lemberg.

##### E
- Eckert Heinrich, Photograph in Prag.
- Ehrmann Samuel, siehe Rothe Eugen.
- Eisner Edmund, Kunstfeuerwerker in Graz.
- Emmert Cölestin, Holzwaren-Fabrikant, Buch- und Kunsthändler in Arco.
- Erhardt Gottfried, Bäcker in Innsbruck.
- Erhart Johann, Büchsenmacher in Marburg.
- Ertl Francisca, Inhaberin der Firma: Joseph Carl Ertl, Graveur- und Glaswarengeschäft in Eger.

##### F
- Feichtinger’s Erben, siehe Drouot Hans.
- Feller Hans, Buchhändler in Karlsbad.
- Fenzl Carl, Damenschneider in Karlsbad.
- Ferro Anton, Damen-Schuhmacher in Triest.
- Fiedler Albert, Klavier- und Harmoniumhändler in Graz.
- Fink Emil, Buch-, Kunst- und Musikalienhändler; Firma: Vincenz Fink in Linz.
- Fitz Mathias, Spezereiwaren-, Südfrüchten-, Delikatessen- und Weinhandlung; Firma: M. Fitz in Graz.
- Flandorffer Helene, Weingroßhändlerin; Firma: Ignaz Flandorffer in Ödenburg.
- Fleischmann Ferdinand, Eisen- und MetallwarenFabrikant; Firma: Kleiner & Fleischmann in Mödling.
- Flesch Joseph Maria, Leder-Fabrikant; Firma: Wilhelmsburger k. k. landespriv. Lederfabrik S. & J. Flesch.
- Forster Jakob, Dekorationsmaler in Salzburg.
- François Ludwig, Champagner-Fabrikant, Inhaber der Firma: Louis François & Comp. in Promontor.
- Frühauf Anton, Juwelier in Meran.
- Fuchs Arthur, Buchdrucker und Kunsthändler Firma: Ignaz Fuchs in Prag.
- Fuchs Bernard, Fourage-Lieferant in Přelouč.
- Fuchs Robert, Papier- und Schreibmaterialienhändler; Firma: Ignaz Fuchs in Prag.
- Fünck Eduard, Likör-Fabrikant in Graz.
- Fürth Ignaz und Victor, Likör-Fabrikanten; Firma: Veith, Fürth & Sohn in České Budějovice.

##### G
- Gatti Anton, Biskuit-Fabrikant in Triest.
- Gfall Anton, Konserven- und Extrakt-Lieferant in Innsbruck.
- Gögl Zeno, Senf-Fabrikant in Krems.
- Goldschmidt Carl und Hugo, Galanteriewarenhändler; Firma: August Goldschmidt & Sohn in Prag.
- Gottwald Joseph, Spezereiwarenhändler; Firma: Carl Gottwald in Ischl.
- Grösswang Johann, Bäcker in Ischl.
- Grünberger Ludwig, Webewaren- und Wäschehändler in Prag.

##### H
- Haarstrick Wilhelm, Juwelier und Goldschmied in Salzburg.
- Haase Edle von Wranau Hedwig, Inhaberin der Firma: A. Haase, Buchdruckerei und Lithographie in Prag.
- Hanninger Anton, Weinhändler in Graz.
- Hartmann Carl, Friseur in Prag.
- Hardtmuth Franz von, in České Budějovice.
- Hasenöhrl Joseph, Weinhändler in Gumpoldskirchen.
- Heiser Jos., vormals J. Winter’s Sohn, Eisenwaren-Fabrik in Kienberg, siehe Weitlof Moriz, Dr., und Raab Franz, Ritter von.
- Helly Richard, Ritter von, Weinhändler; Firma: Dr. Helly & Comp. in Prag.
- Henner Baruch, Photograph in Przemyśl.
- Henner Jakob, Photograph in Lemberg.
- Hilzer Ignaz und Sohn Peter, Glockengießer; Firma: Ignaz Hilzer & Sohn in Wiener-Neustadt.
- Hörzer Johann, siehe Ulm Johann.
- Hofer Andre, siehe Zeller Ludwig.
- Hoffmann Jaromir, Kunst- und Musikalienhändler; Firma: Joh. Hoffmann’s Witwe in Prag.
- Hofmann Ernst, Sattel- und Reise-Requisiten-Fabrikant in Karlsbad.
- Hübl Otto, Spezereiwarenhändler in Olmütz.
- Hückel August, Johann und Carl, Hut-Fabrikanten; Firma: J. Hückel’s Söhne in Neutitschein.

##### J
- Jäger Gustav, Zuckerbäcker: Firma: Koepf & Jäger in Prag.
- Jagerspacher Carl, Photograph in Gmunden.
- Janusz Eduard, Photograph in Rzeszów.
- Jellasca Anton, Photograph in Ragusa.
- Jenewein, siehe Preyer.
- Jeřabek Josef, Selchwaren-Fabrikant in Prag.
- Jiraut Leopold, Bäcker in Brünn.
- Jordan Franz, Adolph und Ernst und Timaeus Albert, Schokolade-Fabrikanten; Firma: Jordan & Timaeus in Bodenbach.[3]

##### I
- Irmenbach Gustav, Inhaber der Hauptniederlage der Krondorfer Sauerbrunn-Unternehmung und Großhändler in Prag.

##### K
- Kaiserstein Helfried, Freiherr von und Dr. Julius Wilhelm, Kraftfutter-Fabrikanten für Nutztiere; Firma: Helfr. Baron Kaiserstein & Comp. in Raasdorf.
- Keller Fridolin, Metallwaren-Fabrikant in Hirtenberg.
- Kellner Anton, siehe Riedl Lorenz.
- Kemetmüller Joseph, Bäcker in Gmunden.
- Kengyel Alois von, Spiritus-Fabrikant; Firma: Alois Kengyel in Opava.
- Kerber Hermann, Buch- und Kunsthändler; Firma: Hermann Kerber in Salzburg.
- Kindermann-Amler Adalbert, Spengler in Prag.
- Klammerth Alois, Tonwaren-Fabrikant in Znaim.
- Klammerth J. K., Porzellan- und Glaswarenhändler in Graz.
- Kleiner & Fleischmann, siehe Fleischmann Ferdinand.
- Kleinoscheg Ludwig, Weingroßhändler in Graz.
- Klöckner Joseph, Buch- und Musikalien-Händler; Firma: Peter Klöckner in Stuhlweißenburg.
- Klubal Franz, Wagen-Fabrikant; Firma: Peter Klubal & Co., in Prag.
- Knebel Franz und Eugen, Photographen in Steinamanger.
- Knoll Sebastian, Photograph in Bozen.
- Koch Joseph, Buchhändler; Firma: J. G. Calve’sche Buchhandlung Joseph Koch in Prag.
- König Rudolph, Pasteten-Fabrikant in Salzburg.
- Koepf &. Jäger, siehe Jäger Gustav.
- Kofler Adolph & Ludwig, Weinhändler in Pettau.
- Kossak Joseph, Photograph in Temesvár.
- Kriegelstein von Sternfeld Carl, Ritter, Photograph in Franzensbad.
- Krupp Arthur, Inhaber der Metallwaren-Fabrik in Berndorf.
- Kubella Heinrich, Militärschneider und Uniformsortenlieferant; Firma: H. Kubella in Mährisch-Weisskirchen.
- Kudlaczek Joseph, Baumeister in Prag.
- Kühmayer Franz, Gold- und Silberwaren-Fabrikant; Firma: Franz Kühmayer & Comp. in Pressburg.
- Kwizda Edler von Hochstern Julius, Apotheker- und Veterinär-Produktenhändler; Firma: F. Joh. Kwizda in Korneuburg.

##### L
- Lange Heinrich, Sattler; Firma: Florian Nicki in Prag.
- Langhans Johann, Photograph in Prag.
- Lederer Ignaz, Fourage-Lieferant in Rohrbach, Pressburger Komitat.
- Lederer Otto, Chamotte-, Steinzeug- und Tonwaren-Fabrikant; Firma: Lederer & Nessényi in Floridsdorf bei Wien.
- Lehmann Nikolaus, Kunsthändler in Prag.
- Leipen Alexander, Seilerwaren-Fabrikant in Prag.
- Leyer Melanie, Prokuristin der Parfümerie-, Seifen- und Destillationswaren-Fabrik: A. C. Leyer in Graz.
- Lichtwitz Jakob, Rum- und Likör-Fabrikant; Firma: E. Lichtwitz & Co. in Opava.
- Lindner Leopold, Wachswaren-Fabrikant; Firma: J. M. Rosenbacher’s Eidam in Innsbruck.
- Littke Joseph, Weingroßhändler und Champagner-Fabrikant; Firma: L. Littke in Fünfkirchen.
- Löw Carl, Tuch-Fabrikant; Firma: Adolph Löw & Sohn in Brünn.
- Loos Francisca, Bäckermeisterin in Olmütz.
- Luterotti Franz, Zuckerbäcker in Trient.
- Luxardo Nikolaus, Maraschino-Fabrikant in Zara.

##### M
- Madirazza Nicolo und Francesco, Weinhändler; Firma: V. A. Fratelli Madirazza in Trau.
- Maffei Antonie, Regenschirm-Fabrikantin in Triest.
- Majláth Johann, Photograph in Stuhlweissenburg.
- Marconi Johann, Kunstfeuerwerker in Trient.
- Marschner Katharina, Schuhmacherin in Prag.
- Martin & Riegl, siehe Riegl Alois.
- Maschek Thomas, Fleischhauer in Prag.
- Mathian Johann, Tischler und Tapezierer in Laibach.
- Mattes, siehe Vavruska.
- Mauracher Johann, Orgelbauer in Salzburg.
- Mauracher Joseph, Orgelbauer in St. Florian bei Linz.
- Mayer Ferdinand, Photograph; Firma: Beer & Mayer in Graz.
- Mayer Julius, Konditor in Pressburg.
- Mestiz Michael, Möbel-Fabrikant; Firma: Michael Mestiz & Söhne in Marosvásárhely.
- Micko Vincenz sen. und Vincenz jun., Dr. jur., Klavier-Fabrikanten in Prag.
- Miniussi, siehe Vlach.
- Moser Friedrich, Uhrmacher in Gmunden.
- Moser Ludwig, Glasraffineur in Karlsbad.
- Mottl Wendelin, Schneider; Firma: M. Mottl’s Söhne in Prag.
- Müller Mathias, Möbelhändler in Triest.
- Munk Jakob und Heinrich und Reik Alois, Baumwollwaren-Fabrikanten; Firma Jos. Munk & Söhne in Friedek.

##### N
- Naglas Jacob Johann, Tischler und Tapezierer in Laibach.
- Neskudla Joseph, Kirchenparamente-, Kirchenwäsche-, Kirchengeräte-Erzeuger, Kunststickerei in Gabel a. d. Adler.
- Nessényi, siehe Lederer Otto.
- Neugebauer Gustav, Buchhändler in Prag.
- Nickl Florian, siehe Lange Heinrich.

##### O
- Obermayer Franz, Bäcker; Firma: F. Obermayer in Ischl.
- Obholzer Anton, Kürschner in Innsbruck.
- Oblak Vincenz, Tuchhändler in Graz.
- Oesterreicher Franz Joseph, Weinhändler in Trient.
- Oppenheimer Adolph, Händler mit optischen und mechanischen Gegenständen; Firma: A. Rosenthal in Prag.

##### P
- Palliardi Joseph, Buch-, Kunst- und Musikalienhändler; Firma: Carl Winiker in Brunn.
- Palugyay Jakob & Söhne, Weinhändler in Pressburg.
- Paolina Peter Anton, Fleischhauer in Triest.
- Petrán Johann, Schneider in Salzburg.
- Pfrimer Julius und Robert, Weinhändler in Marburg.
- Pichler Anton und Joseph, Hutmacher; Firma: Anton Pichler in Graz.
- Pichler Joseph jun., Hutmacher; Firma: Josef Pichler & Söhne in Graz.
- Plischke Alois, Leinen- und Damastwarenfabrik; Firma: Johann Plischke & Söhne in Freudenthal.
- Pobitzer Benedikt, Kunstmühlenbesitzer in Meran.
- Pollak Albert, Antiquitätenhändler in Salzburg.
- Pollack Julius, Spediteur in Triest.
- Preyer Joseph, Inhaber der Firma: Joseph Jenewein, Samenhändler in Wüten.
- Prochaska Carl, Buchdrucker und Buchhändler in Teschen.
- Prochaska Franz, Parfümeur; Firma: Franz Prochaska in Prag.

##### R
- Raab Franz, Ritter von, siehe Weitlof Moriz, Dr.
- Rabeder Auguste, Wildprethändlerin in Innsbruck.
- Raida Johann, Rum-, Likör- und Essigsprit-Fabrikant; Firma: Johann Raida in Opava.
- Red Marie, Inhaberin der Firma: August Red, Photograph in Linz.
- Rehle Vincenz, Glasermeister in Salzburg.
- Reibmeyer Joseph, Bäcker in Meran.
- Reich Carl, Spezereiwarenhändler in Baden.
- Reichsthaler Johann, Kunst- und Handelsgärtner in Pressburg.
- Reik Alois, siehe Munk Jakob.
- Reitter Edmund, Wagen-Fabrikant, Inhaber der Firma: Stephan Reitter in Vácz.
- Riboli Ludwig, Manufakturwarenhändler in Spalato.
- Rieben Jakob, Lieferant für Molkerei-Produkte in Göding.
- Riedl Lorenz und Kellner Anton, Glaswarenhändler; Firma: Riedl & Kellner in Karlsbad.
- Rieger Otto und Gustav, Orgel- und Harmonium-Fabrikanten; Firma: Gebrüder Rieger in Jägerndorf.
- Riegl Alois, jun., Spezereiwaren-, Delikatessen- und Weinhändler; Firma: Martin & Riegl in Prag.
- Ringler Carl, Südfrüchtenhändler; Firma: J. Ringler’s Söhne in Bozen.
- Rint Johann, Bildschnitzer in Linz.
- Rittiř F., siehe Civis Peter.
- Rollett Richard, Tuchhandler; Firma: Richard Rollet in Graz.
- Römisch Carl, Kleidermacher; Firma: C. Römisch in Prag.
- Rosenbacher’s Eidam, siehe Lindner Leopold.
- Rosenberg Anton Rudolph, Galanteriewarenhändler; Firma: A. R. Rosenberg in Prag.
- Rosenkart Anna, Inhaberin der unter der Firma: Georg Catti bestehenden Apotheke in Fiume.
- Rosenthal A., siehe Oppenheimer Adolph.
- Rösner Edmund und Carl, Wachswaren-Fabrikanten; Firma: Heinrich Rösner’s Söhne in Olbersdorf.
- Rost Marie, Buchbinders-Witwe; Firma: Ludwig Rost in Prag.
- Rothe Eugen und Ehrmann Samuel, Möbel-Fabrikanten, Inhaber der Firma: Rothe und Ehrmann in Zágráb.
- Rozdol Moriz und Stanislaus, Riemer und Sattler; Firma: Moriz und Stanislaus Rozdol in Lemberg.
- Rummel Carl, Juwelier; Firma: W. Rummel in Prag.
- Rupprecht Michael, Photograph in Oedenburg.
- Ržiwnatz Ignaz und Josefine, Kürschner in Prag; Firma: Fr. Ržiwnatz & Sohn.

##### S
- Salghetti-Drioli Simon, Rosoglio- und Maraschino-Fabrikant in Zara.
- Samassa Albert, Glockengiesser in Laibach.
- Schaumann Carl, Kotzen- und Schafwollwaren-Fabrikant; Firma: Schaumann & Comp. in Korneuburg.
- Scheck Johann, Bergschuhmacher in Ebensee.
- Scherer Franz Carl, Rauchfangkehrer in Meran.
- Schickardt Oskar, Buchdrucker; Firma: Winniker & Schickardt in Brunn.
- Schmid Franz, Parfumeriewarenhändler in Innsbruck.
- Scholz Desiderius, Zuckerbäcker in Przemyśl.
- Schuth Vincenz, Weingroßhändler; Firma: Vincenz Schuth & Comp. in Villány.
- Schuth Wilhelm, Weingroßhändler; Firma: Wilhelm Schuth in Villány.
- Schwaab Carl und Richard, Uniformsorten- und Waffenhändler; Firma: E. H. Schwaab in Prag.
- Schwabach Sigismund Géza, Weingroßhändler in Pécs.
- Schwick Heinrich, Buchhändler; Firma: Heinrich Schwick in Innsbruck.
- Sebastianutti, siehe Benque.
- Sedlitzky Wenzel, Dr., Apotheker in Salzburg.
- Seifmann Moriz, Möbel-Fabrikant in Szegedin.
- Seltenhofer Friedrich und Ludwig, Glockengießer und Feuerlöschrequisiten-Fabrikanten; Firma: Friedrich Seltenhofer’s Söhne in Ödenburg.
- Setzekorn Wilhelm, Zuckerbäcker in Bozen.
- Sezemský Franz, Wachswaren-, Siegellack- und Pechfackel-Fabrikant in Mladá Boleslav.
- Siebenbürger Kellerverein in Klausenburg.
- Skramlik Emilian Ritter von jun., Möbel-Fabrikant; Firma: J. Skramlik & Söhne in Prag.
- Skružny Johann, Schuhmacher; Firma: Skruzny & Sohn in Prag.
- Skutta Carl, Photograph in Wiener Neustadt.
- Sommerschuh Emil, Tonwaren-Fabrikant in Prag.
- Spitra Ottokar, Mechaniker und Optiker; Firma: Wenzel Spitra in Prag.
- Srba Anton und Carl, Hutmacher; Firma: A. Srba in Prag.
- Stainer Julius, Klenganstalt-Besitzer in Wiener Neustadt.
- Stampfel Carl, Buchhändler in Pressburg.
- Stampfer Joseph, Uhrmacher in Innsbruck.
- Stefsky Joseph, Posamentierwaren-Fabrikant in Stockerau.[3]
- Steiner Sebastian, Bildhauer in Meran.
- Stromenger Edmund und Johann, Sattler und Riemerwaren-Fabrikanten; Firma: E. und J. Stromenger in Lemberg.
- Stüdl Johann, Delikatessen-, Kolonialwaren- und Weinhändler in Prag.
- Suchy Anton, Uhrenfabrikant; Firma: Carl Suchy & Söhne in Prag.
- Suchy Wenzel, Schuhmacher in Prag; Firma: Wenzel Suchy & Sohn.
- Suppancich Johann, Bäcker in Spalato.
- Szilányi Ernst, Gutsbesitzer und Milchlieferant zu Pucho und Vaszka.

##### T
- Tabarelll-Fatis Theodor von, Tapezier in Arco.
- Tauber Eugen und Brandl Albert, Weingroßhändler; Firma: Brüder Tauber in Prag.
- Taussig Sigismund, Weinhändler in Fünfkirchen.
- Tax Franz, Luxus- und Zwiebackbäcker in Graz.
- Tendler Carl, Kunst- und Musikalienhändler in Graz.
- Tereba Rudolph, Baumeister in Prag.
- Thiersing Julius, Buchhändler in Ödenburg.
- Timaeus Albert, siehe Jordan Franz, Adolph und Ernst Totzer Rudolph, Kaufmann in Prag.
- Tschernich Heinrich, Inhaber der Firma: Tschernich & Comp., Glasmanufaktur in Haida.
- Tschurtschenthaler von Helmheim Anton, Weingroßhändler; Firma: F. Tschurtschenthaler in Bozen.

##### U
- Ulm vulgo Hörzer Johann, Fuhrwerks-Inhaber zu Neuberg in Steiermark.

##### V
- Valerio Angelo, Schokolade-Fabrikant in Trient.
- Varga Johann und Georg, Photographen in Zágráb.
- Vavruska Alois, Schneider; Firma: Vavruska & Mattes in Prag.
- Veider Joseph, Strohhut-Fabrikant; Firma: M. Veider in Prag.
- Velissky Albert, Apotheker in Ischl.
- Vinazzer Anton, Tapezierer in Innsbruck.
- Vlach-Miniussi Marie, Apothekerin in Triest.

##### W
- Waldeck Franz, Edler von Waldried, Großhändler; Firma: Waldeck & Wagner in Prag.
- Wanka Adele, Brauerei-Miteigentümerin in Prag.
- Weighart Carl, Photograph in Leoben (1857–1907[4]; anscheinend zeitweise Filiale in St. Pölten, Klostergasse 35 / Park-Promenade 24)
- Weitlof Moriz, Dr., Paula, Ella und Raab Franz, Ritter von, Inhaber der Firma: Jos. Heiser, vormals J. Winter’s Sohn, Eisenwaren-Fabrik in Kienberg.
- Wenzel Ottomar, Spitzen- und Wäschehändler in Prag.
- Wernig Peter, Gewehr-Fabrikant in Ferlach.
- Wertmüller Alphons, Architekt und Baumeister in Karolinenthal.
- Wilhelm Julius, Dr., siehe Kaiserstein Helfried Freiherr von.
- Wilhelmsburger k. k. landespriv. Lederfabrik, siehe: Flesch Joseph Maria.
- Winbauer Alois und Carl Dangel, Uhrmacher in Baden.
- Winiker Carl, siehe Palliardi Joseph.
- Winiker & Schickardt, siehe Schickardt Oskar.
- Witzlsteiner Franz, Schuhmacher in Ischl.
- Wolf Ferdinand, Bau- und Kunsttischler in Trient.
- Woreli Anton, Spargelzüchler in Eibenschütz.
- Wudia Franz, Tonöfen-Fabrikant in Graz.

##### Z
- Zankl Rudolph und Emil, Fabrikanten chemischer Farben, Lacke und Firnisse; Firma: A. Zankl Söhne in Graz.
- Zeller Ludwig, Spezereiwarenhändler; Firma: Andre Hofer in Salzburg.
- Ziani Franz, Modewarenhändler in Görz.
- Zieh Wenzel, Pelzwarenhändler in Triest.

### Im Ausland

#### A
- Aitchison James, Juwelier in Edinburgh.
- Amours, siehe Pinaud.

#### B
- Baidasano y Topete Arturo, Weinhändler in Madrid.
- Barbier Georg, Bäcker in Monaco.
- Bary Louis Alexander von, Champagnerfabrikant; Firma G. H. Mumm & Co., in Reims.
- Baslaire, Schuhmacher in Paris.
- Becker J., siehe Betepage Michael.
- Bietepage Michael, Klavierfabrikant; Firma: J. Becker in Petersburg.
- Blanch Theodor, Restaurateur in Stockholm.
- Blüthner Julius, Pianoforte-Fabrikant in Leipzig.
- Bols Lucas Erben, Likör-Fabrikanten; Firma: T. Lootsje in Amsterdam.[3]
- Bouilhet Heinrich, siehe Christofle Paul.
- Bourdon Miecislaus, Galanterie- und Kunstindustriewarenhändler in Moskau.
- Burghart Carl, Spediteur in Udine.
- Busch Caroline Katharina und Hatzmann Antonie, Modewarenhändlerinnen; Firma: Regina Haas in Frankfurt a. M.

#### C
- Cantador Gebrüder, Teehändler in Köln.
- Caponetti Antonio, Ornamenten-Bildhauer in Neapel.
- Carr Arthur, Biscuit-Fabrikant; Firma: Peek, Frean & Comp, in London.
- Casalta Luigi, Juwelier in Neapel.
- Chandon Paul, Graf, Chef des Champagner-Großhandlungshauses Moët & Chandon (Chandon & Comp. Successeurs) zu Épernay in Frankreich.
- Chrestensen Niels Lund, Kunst- und Handelsgärtner in Erfurt.
- Christofle Paul und Bouilhet Heinrich, Metallwaren-Fabrikanten; Firma: Christofle & Comp. in Paris, Karlsruhe und Wien.[3]
- Costier G., Weißwarenhändler in Brüssel.
- Creed H., Schneider in London.

#### D
- Daalen J., van, Photograph in Heilbronn.
- Debacker F. & Comp., Schneider in Paris.
- Dilthey Ferdinand, Weinhändler; Firma: Dilthey, Sahl & Comp. in Rüdesheim.
- Drexel Georg und Theodor, Hotelier und Weingroßhändler; Firma: Gebrüder Drexel in Frankfurt am Main.
- Dubré A., Weinhändler in Bordeaux.
- Duhr Mathias und Heinrich, Weingroßhändler; Firma: Duhr & Comp. in Köln.

#### E
- Echel Barbara Charlotte van, Spitzen-Fabrikantin in Brüssel.
- Eckenberg S., Zuckerbäcker in Monte Carlo.
- Elkington & Comp., Silber- und Bronzewaren-Fabrikanten in England.
- Emanuel, Juwelier in London.
- Entrepôts de Moulis, siehe Petit Laroche & Comp.
- Ewans Edward P., Direktor der Royal Porcelain Comp. Limited zu Worcester in England.

#### F
- Fain S., Hutmacher in Bukarest.
- Falkner Francis, Weinhändler in Dublin.
- Farina Johann Maria, Kölnerwasser-Erzeuger; Firma: Johann Maria Farina (Jülichsplatz Nr. 4) und Johann Maria Farina (gegenüber dem Neumarkt) in Köln.[3]
- Feldheim Friedrich, Weingroßhändler; Firma: August Feldheim’s Söhne in Mainz.
- Filipow Demeter, Bäcker in St. Petersburg.
- Fockink Wynand, Likör-Fabrikant in Amsterdam.
- Frangoulis G. N., Zigaretten-Fabrikant in Alexandrien.
- Frean, siehe Carr Arthur.
- Fromy & Rogée, siehe Rogée-Fromy.
- Fuchs Rudolph, Leinenwaren-Fabrikant; Firma: Julius Henel, vorm. C. Fuchs in Breslau.

#### G
- Gförer Gustav, Inhaber eines Militär-Effekten- und Herrengarderobe-Geschäftes in Stuttgart.
- Gilka Theodor u. Hermann, Likör-Fabrikanten; Firma: J. A. Gilka in Berlin.
- Goulden Ernst, siehe Walbaum Heinrich Ludwig.
- Grootes Gebrüder D. und M., Schokolade-Fabrikanten zu Westzaan in den Niederlanden.

#### H
- Haas Regina, siehe Busch Caroline.
- Habif, siehe Polako.
- Häberlein Heinrich, siehe Staudt Erdmann.
- Hadjopoulo Paudji, Seiden-Fabrikant; Firma: Paudji & Panajotta Hadjopoulus in Athen.
- Hajenius P. G. C, siehe Nijman Heinrich.
- Hammond & Comp., Reithosen-Fabrikanten in London.[3]
- Hancocks & Comp., Juweliere in England.
- Hatzmann Antonie, siehe Busch Caroline.
- Heidsieck & Comp., siehe Walbaum Heinrich Ludwig.
- Heidsieck Charles, Champagner-Fabrikant; Firma: Charles Heidsieck in Reims.
- Henel Julius, siehe Fuchs Rudolph.
- Hine Thomas Eduard, Cognac-Fabrikant; Firma: Thomas Hine & Co. in Jarnac.
- Höring Felix und Gottfried Wagner, Weingroßhändler; Firma: Schulz & Wagner in Frankfurt a. Main.
- Hoffmann Stephan, Kunst- und Handelsgärtner in Wiesbaden.
- Hromadka, siehe Wiedner.

#### I
- Ihl Ernst, Apotheker in Bad-Kissingen.

#### J
- Janson J. M., siehe Wallgren.
- Johannes B., Photograph in Partenkirchen.

#### K
- Kellner Georg, Wagen-Fabrikant in Paris.
- Klaftenberger Ignaz, Uhrmacher in London.
- Knopff Oskar, Gärtner; Firma: Oskar Knopff & Comp., in Erfurt.

#### L
- Lalande Armand, Weinhändler in Bordeaux.
- Langeois & Comp., Teehändler in Paris.
- Lea Edward, Apotheker und Kaufmann zu Whitchurch in England.
- Leeb Joseph, Photograph in München.
- Legrand ainé A., Likör-Fabrikant zu Fécamp in Frankreich.
- Liebig’s Extract of Meat Company in London.
- Lootsje, siehe Bols Lucas.
- Luling August, siehe Walbaum Heinrich Ludwig.

#### M
- Marquis Philibert Francois, Schokolade-Fabrikant; Firma: F. Marquis in Paris.
- Martin, siehe Remy.
- Mayer Otto, Photograph in Dresden.
- Meyer Heinrich Oskar, Molkereibesitzer in München.
- Milon P., Weinhändler in Fécamp.
- Moët & Chandon, siehe Chandon.
- Mühlenkamp Friedrich, Konfektionär; Firma: Mühlencamp Brothers in London.
- Mumm G. H. & Comp., siehe Bary Louis Alexander, von.
- Murray C., Damenschneiderin in Brüssel.

#### N
- Neumann Heinrich Leopold, Kunsthändler in München.
- Nijman Heinrich Wilhelm, Zigarrenhändler; Firma: P. G. C. Hajenius in Amsterdam.

#### P
- Peek, siehe Carr Arthur.
- Perloff Nikolaus, Teehändler; Firma: Gesellschaft für Teehandel Wassili Perloff & Söhne in Moskau.
- Perrimond M. Victor, Zuckerbäcker in Mentone.
- Petit Laroche & Comp., Weinhändler; Firma: Entrepôts de Moulis in Bordeaux.
- Petters John & Sohn, Wagen-Fabrikanten in London.
- Pim Brothers & Comp., Seiden-Fabrikanten in Dublin.
- Pinaud & Amours, Hutmacher in Paris.
- Polako Hahn, Teppichhändler; Firma: Habif & Polako in Smyrna.
- Pschorr August, Brauereibesitzer; Firma: G. Pschorr in München.

#### R
- Remy-Martin Paul und Georges Saunier, Cognac-Fabrikanten; Firma: E. Remy-Martin & Comp. in Rouillac.
- Richter Adolf, Dr., Besitzer einer chemisch-pharmazeutischen Fabrik zu Rudolstadt, Hersteller der Anker-Steinbaukästen.
- Ritter Gustav, Ingenieur und Erzeuger des Konservierungs-Präparates „Exsiccator“ in Warschau.
- Roblin Ernst Gabriel, Büchsenmacher in Paris.
- Roeder Adolph, Zuckerbäcker in Wiesbaden.
- Rogée-Fromy Eugen sen. und jun., Cognac-Fabrikanten; Firma: Fromy & Rogée in St. Jean d'Angely bei Cognac.
- Roschmann Richard, Bäcker in Ulm.
- Rottenhöfer Helene, Schokolade-Fabrikantin; Firma: Carl Rottenhöfer in München.
- Rumpelmayer Anton, Zuckerbäcker in Nizza und Cannes.
- Rüger Otto, Schokoladen- und Honigkuchenfabrik, Dresden, Breite Straße 1 und Moritzstraße 13,[5]

#### S
- Sahl, siehe Dilthey.
- Saunier, siehe Remy.
- Savouré Cäcilie, Kunststickerin in Madrid.
- Schambeck Max, Schneider in München.
- Schröder C. M., Klavier-Fabrikant in St. Petersburg.
- Schulz & Wagner, siehe Wagner Gottfried und Höring Felix.
- Sitnow Gregor, Schuhmacher in St. Petersburg.
- Staudt Erdmann, Lebkuchen-Fabrikant; Firma: Heinrich Häberlein in Nürnberg.
- Steinway William, Klavierfabrikant; Firma: Steinway & Sons in New York.
- Stillfried Raimund, Freiherr von, Photograph in Yokohama.
- Stollwerck Peter und Heinrich, Schokolade- und Zuckerwaren-Fabrikanten; Firma: Gebrüder Stollwerck in Köln und Wien.[3]

#### T
- Thiery Emil, Graveur in Nancy.
- Tiffany Charles L., Juwelier, Gold- und Silberschmied; Firma: Tiffany & Co. in Paris, London und New York.
- Troplowitz Gustav, Weingroßhändler; Firma: S. Troplowitz & Sohn in Breslau.
- Tschitscheleff Iwan Dimitrovich, Juwelier in Moskau.

#### V
- Vollmann, siehe Wiedner.

#### W
- Wagner Gottfried und Felix Höring, Weingroßhändler; Firma: Schulz & Wagner in Frankfurt am Main.
- Walbaum Heinrich Ludwig, August Luling und Ernst Goulden, Champagner-Fabrikanten; Firma: Walbaum, Luling, Goulden & Comp. (Heidsieck & Comp.) in Reims.
- Wallgren A. R., Kleidermacher; Firma: J. M. Janson & Wallgren in Stockholm.
- Weichert Wilhelm, Chronometer-Fabrikant zu Cardiff in England.
- Wheeler Nathaniel, Nähmaschinen-Fabrikant; Firma: Wheeler & Wilson in New York.
- Wiedmayer Richard, Zuckerbäcker und Konditor in Kissingen.
- Wiedner Richard, Zuckerbäckereiwaren-Fabrikant; Firma: H. Vollmann, W. Hromadka’s Eidam in Plauen bei Dresden.
- Wilson, siehe Wheeler.
- Woerl Leo, Buchhändler in Würzburg.

#### Y
- Yauss William, Schneider in Paris.

## Quelle
- Handbuch des Allerhöchsten Hofes und des Hofstaates Seiner K. und K. Apostolischen Majestät. K.k. Hof- und Staatsdruckerei, Wien 1899, S. 349–362.